# Striker
Striker je kanadská heavymetalová hudební skupina založená v roce 2007 v Edmontonu. Bývá řazena ke klasickému mixu heavy metalu, hard rocku a tzv. „80's hair metal“.

## Členové
Aktuální členové
- Dan Cleary – zpěv (2007–současnost)
- Adam Brown – bicí (2010–současnost)
- Timothy Brown – elektrická kytara (2013–současnost)
- Wild Bill – basová kytara (2015–současnost)
- Chris Segger - elektrická kytara (2007-2014, 2017-současnost)

Aktuální členové turné
- John Simon Fallon - elektrická kytara (2016–současnost)

Bývalí členové
- Dave Grafton – basová kytara (2007–2008)
- Dave Arnold – basová kytara (2007–2014)
- Tyson Travnik – bicí (2007–2008)
- Ian Sandercock – elektrická kytara (2007–2013)
- Magnus Burdeniuk – bicí (2008–2010)
- Trent Halliwell – elektrická kytara (2015)

Bývalí členové turné
- Ian Chains – basová kytara (2012)

## Diskografie

### Demo
- Demo (2008)

### EP
- Road Warrior (2009)

### Alba
- Eyes in the Night (2010)
- Armed to the Teeth (2012)
- City of Gold (2014)
- Stand in the Fire (2016)
- Striker (2017)